# Pave Bonifatius 2.
Bonifatius 2. (død 17. oktober 532) var pave fra 17. september 530 til sin død i 532.
Han var født østgoter og var den første tyske pave. Årsagen til hans udnævnelse var den indflydelsesrige gotiske konge Atalarik. Han blev valgt af sin forgænger Pave Felix 3., der havde været stor tilhænger af den arianistiske konge, og blev aldrig valgt. I en periode var han pave i konkurrence med modpaven Dioskur 1., som var blevet valgt af størstedelen af præsterne i i Rom. Både Bonifatius og Dioskur blev taget i ed den 22. september 530, men Dioskur døde kun 22 dage senere. Bonifatius blev begravet i Peterskirken den. 17. oktober 532.